# Blérancourt
Blérancourt ist eine französische Gemeinde mit 1.212 Einwohnern (Stand: 1. Januar 2022) im Département Aisne in der Region Hauts-de-France (bis 2015: Picardie); sie gehört zum Arrondissement Laon und zum Kanton Vic-sur-Aisne.

## Geografie
Die Gemeinde Blérancourt liegt etwa 34 Kilometer westsüdwestlich von Laon oberhalb des Ailette-Tales, 23 Kilometer nordwestlich von Soissons. Nachbargemeinden von Blérancourt sind Camelin im Nordwesten und Norden, Besmé im Norden, Saint-Paul-aux-Bois im Nordosten, Saint-Aubin im Osten, Vassens und Audignicourt im Süden sowie Nampcel im Westen.

## Geschichte
1917 kamen die US-amerikanische Erbin Anne Tracy Morgan und die kanadische Ärztin Anne Murray Dike (1878–1929) nach Blérancourt nahe am damaligen Frontverlauf. Sie ließen im Schlosshof Baracken zur Pflege von Kriegsverletzten errichten. Für sechs Monate verpflichtete junge Frauen des Comité Américain pour les Régions Dévastées (CARD) und bezahlte Hilfskräfte unterstützten sie. CARD leistete während des Kriegs Wiederaufbauarbeit und eröffnete behelfsmäßig Schulen und Kultureinrichtungen. Diese wurde mit der deutschen Offensive im Frühling 1918 wieder zunichtegemacht. Nach dem Krieg arbeiteten CARD und der Verein L’Hygiène sociale de l’Aisne (HASA) in Blérancourt weiter.
1924 wurde im Schloss das amerikanisch-französische Musée historique franco-américain eingerichtet. Schloss und Museum wurden 1931 der Gemeinde übertragen und in Musée national de la coopération franco-américaine umbenannt.

### Bevölkerungsentwicklung
| Jahr      | 1962 | 1968 | 1975 | 1982 | 1990 | 1999 | 2006 | 2013 | 2021 |
| Einwohner | 910  | 945  | 1115 | 1177 | 1270 | 1193 | 1252 | 1236 | 1261 |

|

## Sehenswürdigkeiten
- Kirche Saint-Pierre-ès-Liens, seit 1921 Monument historique
- Schloss Blérancourt mit dem Musée franco-américain du Château de Blérancourt[2]
- Haus Saint-Just

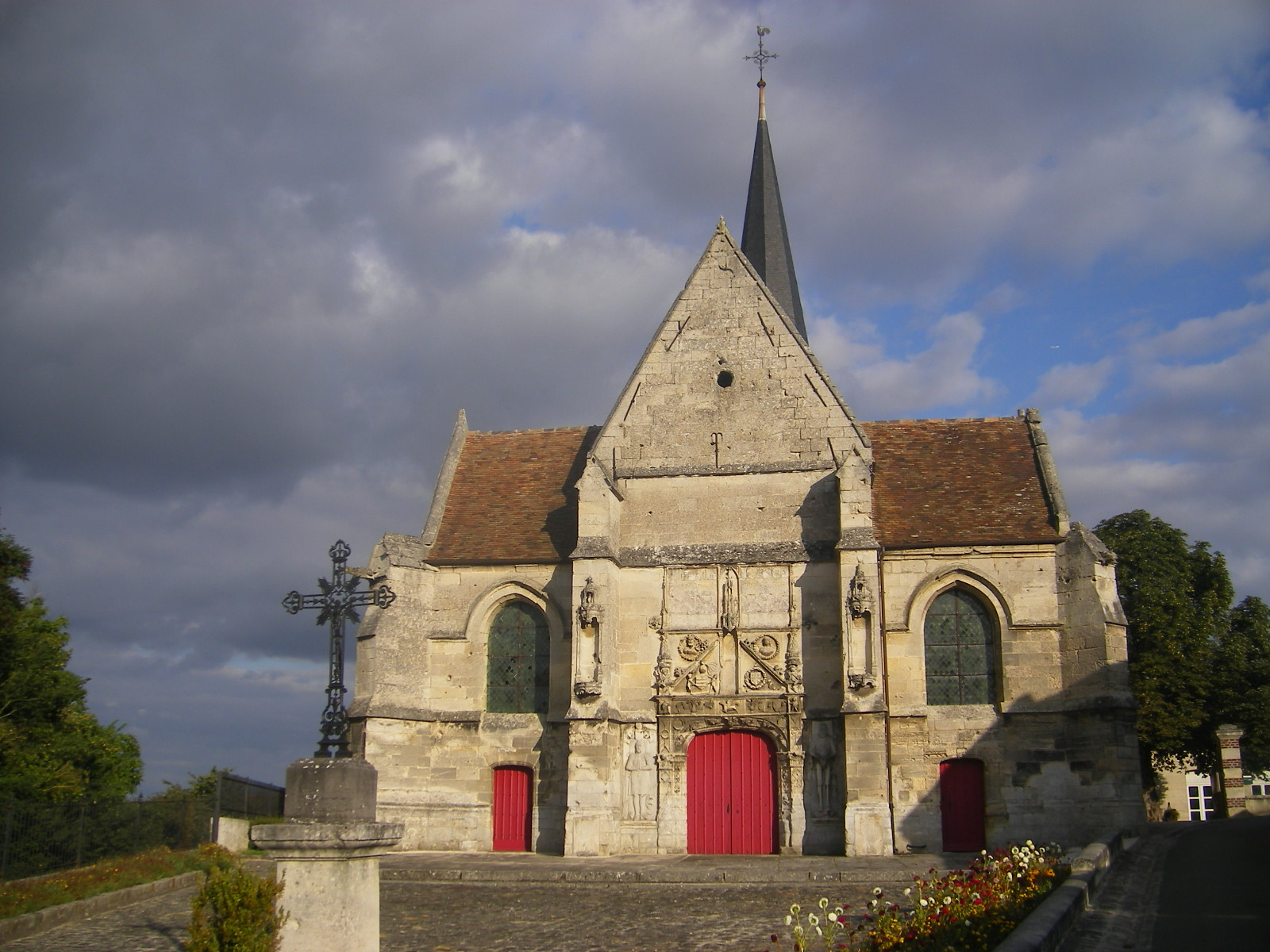
Kirche Saint-Pierre-ès-Liens
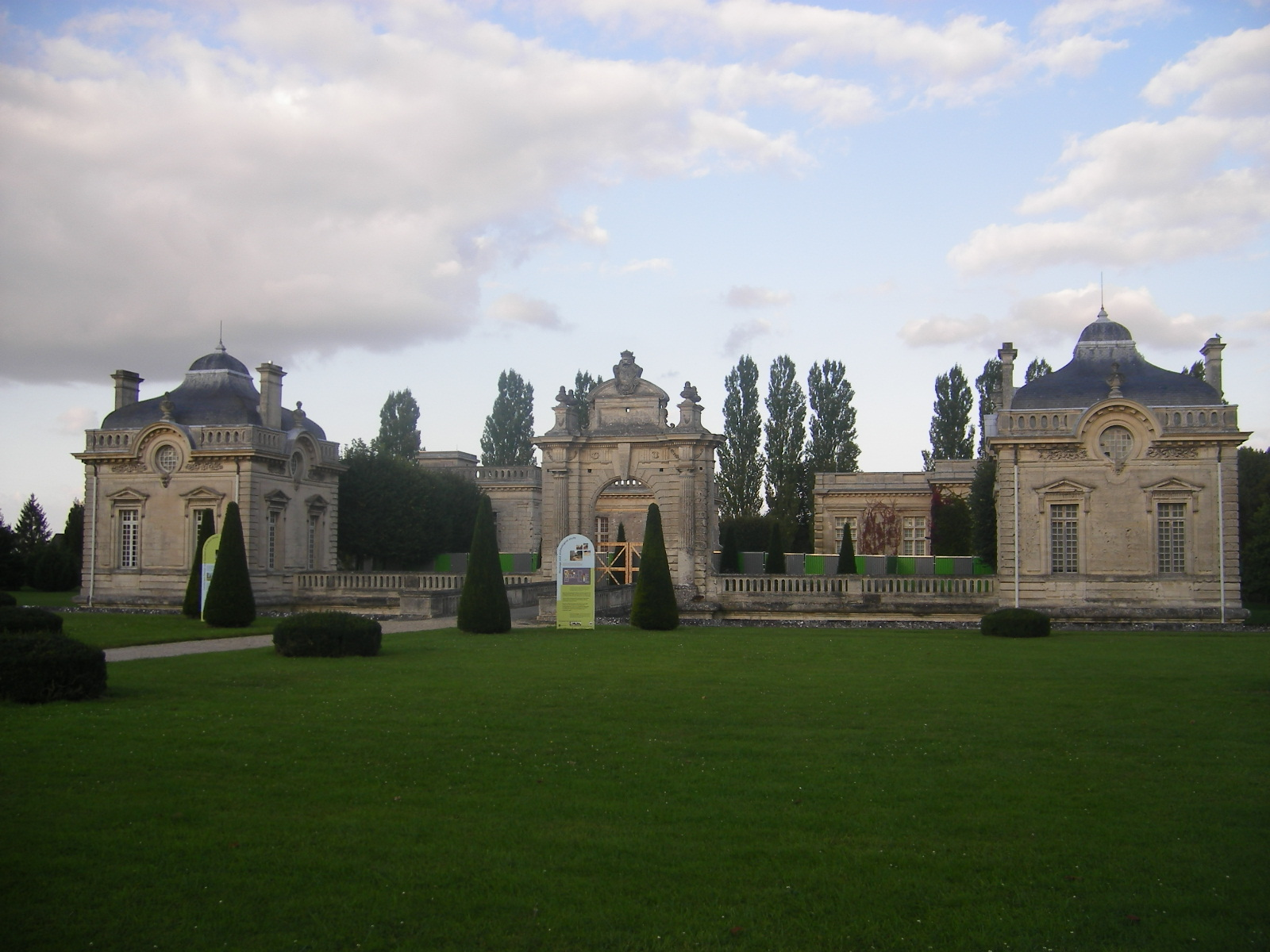
Schloss Blérancourt
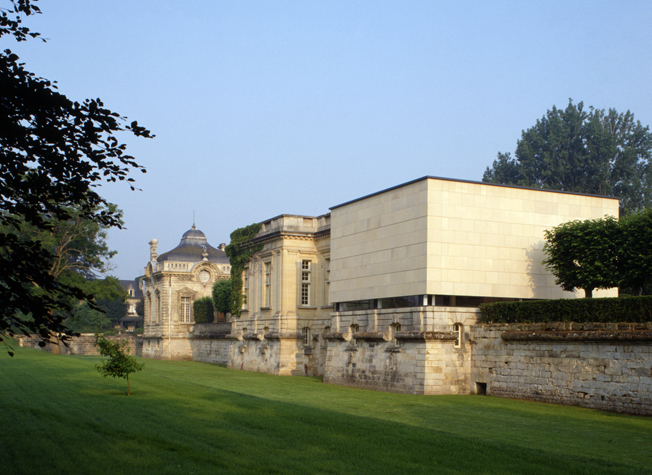
Musée historique franco-américain

## Persönlichkeiten
- Claude-Nicolas Le Cat (1700–1768), Chirurg
- Louis Antoine de Saint-Just (1767–1794), Schriftsteller und Revolutionär
- Paul Sézille (1879–1944), antisemitischer Propagandist und Kollaborateur